# 四氟化镨
四氟化镨是镧系元素镨的氟化物之一，化学式为PrF4，它于90 °C分解为三氟化镨和氟气。

## 制备
它可由十一氧化六镨和氟气在无水氟化氢中紫外线照射下反应得到。它也能由三氟化镨或十一氧化六镨和二氟化氪反应得到，以氧化物为原料产率可达100%。另一种方法是Na2PrCl5经过氟化得到Na2PrF6，它在无水氟化氢中分解，得到四氟化镨。
{\displaystyle {\mathsf {PrO_{2}+2KrF_{2}\ {\xrightarrow {}}\ PrF_{4}+O_{2}+2Kr}}}
{\displaystyle {\mathsf {Na_{2}[PrF_{6}]+2HF\ {\xrightarrow {}}\ PrF_{4}\downarrow +2NaHF_{2}}}}